# Golden age (hip hop)
La golden age dell'hip hop (it. età dell'oro dell'hip hop), anche noto come golden age rap, è il nome dato alla musica hip hop mainstream creata tra la fine degli anni ottanta e l'inizio degli anni novanta, tipicamente dagli artisti e dai musicisti originari dell'area metropolitana di New York. È caratterizzato dalla sua diversità, qualità, innovazione e influenza sull'hip hop dopo la nascita e la fondazione del genere nel decennio precedente. C'erano diversi tipi di argomenti, mentre la musica era sperimentale e i campionamenti da registrazioni passate erano eclettici.
Gli artisti associati più spesso a questo periodo sono LL Cool J, Eric B. & Rakim, Big Daddy Kane, KRS-One, Run DMC, Public Enemy, EPMD, A Tribe Called Quest, Slick Rick, De La Soul e Jungle Brothers. Le pubblicazioni degli artisti golden age rap coesistevano in questo periodo con quelle dei primi artisti del gangsta rap come Ice-T, N.W.A e i Geto Boys, quelli del dirty rap come 2 Live Crew e Too Short e gli artisti che facevano pop rap come MC Hammer, The Fat Boys, DJ Jazzy Jeff & The Fresh Prince e Kid 'n Play.

## Stile

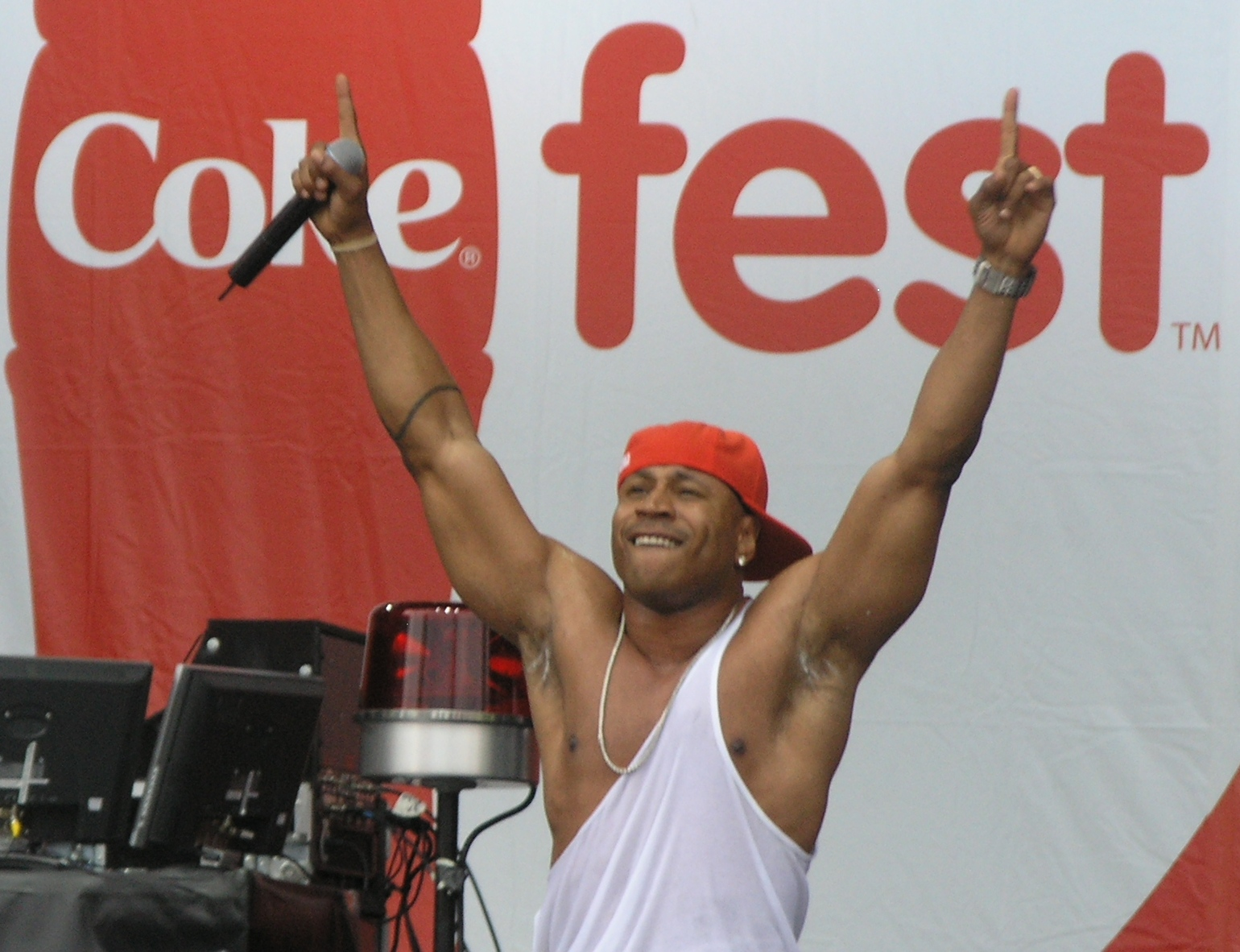
Il rapper LL Cool J.

La golden age è nota per la sua innovazione - all'epoca «quando sembrava che ogni nuovo singolo reinventasse il genere», secondo Rolling Stone. Riferendosi all'«hip hop nella sua età dell'oro», il caporedattore di Spin Sia Michel disse «ci sono stati tanti album importanti e innovativi che sono usciti proprio in quel periodo» e Sway Calloway di MTV aggiunse: «la cosa che ha reso così grande quell'epoca è che nulla è stato programmato.» Lo scrittore William Jelani Cobb disse «quello che ha reso quell'epoca degna di essere definita "d'oro" è stato il grande numero di innovazioni stilistiche che sono venute alla luce... in questi anni d'oro, una massa critica di talentuosi "mc" stavano letteralmente creando sé stessi e la loro forma d'arte allo stesso tempo.»
Il termine golden age hip hop (età dell'oro dell'hip hop) arriva alla fine degli anni ottanta nell'hip hop mainstream, e si dice essere caratterizzato dalla sua diversità, innovazione, qualità e influenza, e associato ad artisti quali i Public Enemy, KRS-One e la sua Boogie Down Productions, Eric B. & Rakim, gli Ultramagnetics MCs, De La Soul, A Tribe Called Quest e i Jungle Brothers, a causa dei loro temi afrocentristi e la militanza politica, i loro esperimenti musicali e i loro campionamenti eclettici. Durante lo stesso periodo è talvolta definita come mid-school o middle-school (media-scuola), la parentesi che copre i prodotti di artisti come Gang Starr, EPMD, Stetsasonic, Main Source, Just-Ice, Mantronix, The UMC's, Lord Finesse e True Mathematics.

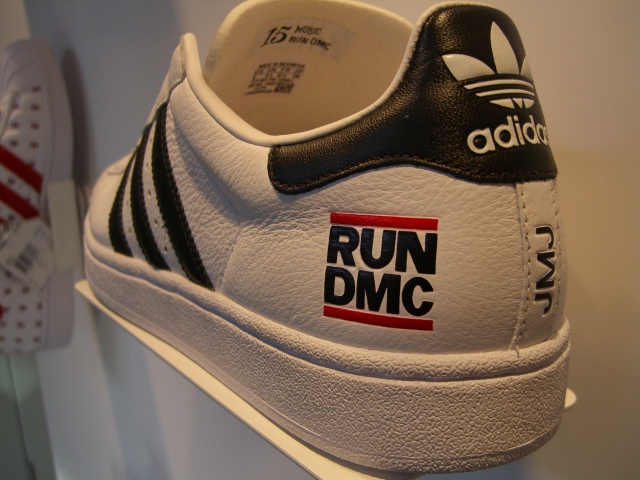
Questa scarpa da corsa Adidas marcata Run DMC dimostra il crescente potere di mercato dei rapper, che è diventato un marchio di valore.

L'innovazione di rapper come LL Cool J, Run DMC e i produttori della "nuova scuola" come Larry Smith e Rick Rubin della Def Jam Recordings, sono velocemente superati dai Beastie Boys, Marley Marl e la sua Juice Crew, dai Boogie Down Productions, dai Public Enemy e da Eric B. & Rakim. La produzione hip hop diviene più densa, con rime e basi più veloci, poiché la drum machine è ampliata con la tecnologia di campionamento. Rakim porta i testi hip hop a un livello superiore, mentre KRS-One e Chuck D spingono il "messaggio del rap" attraverso l'attivismo nero. Con il successivo dominio commerciale del gangsta rap della West Coast, particolarmente con l'emergere dei suoni rilassati del G-funk a partire dai primi anni novanta, la new school/golden age dell'East Coast può dire di essersi conclusa, segnata anche dall'arrivo di artisti hardcore rap come i Wu-Tang Clan (hardcore rap) e gangsta rap come Nas e The Notorious B.I.G. che domineranno la scena nell'East Coast.
Durante l'età dell'oro dell'hip hop, i campioni erano fortemente usati. L'abilità di campionare differenti basi, riff e schemi da un'ampia varietà di fonti ha dato vita a un nuovo tipo di produttori, DJ che non avevano necessariamente bisogno ufficialmente di allenarsi musicalmente o di strumenti musicali, ma solo di un buon orecchio per il collage sonoro.
Questi campioni derivavano da un numero di genere che oscillava da jazz, soul, funk al rock and roll. Per esempio, Paul's Boutique, il secondo album dei Beastie Boys, possedeva più di 200 campioni individuali, 24 dei quali presenti solamente nell'ultima traccia dell'album. I campioni non erano limitati solo alla musica. RZA dei Wu-Tang Clan, crew hip hop creata negli anni novanta, aveva campionato dei suoni dalla propria collezioni di film di kung-fu degli anni settanta per rafforzare e strutturare il contenuto grigio lirico del gruppo. Molti di questi album riempiti di campioni e pubblicati durante questo periodo, oggi non sarebbero in grado di ricevere l'autorizzazione legale per la pubblicazione.
L'epoca forniva anche alcuni dei più grandi progressi nel tecnica del rappare. Kool G Rap, riferendosi all'età dell'oro nel libro How to Rap dice, «quell'era ha allevato rapper come un Big Daddy Kane, un KRS-One, un Rakim, un Chuck D... le loro abilità e capacità nel rappare – questi ragazzi erano fenomenali.». Molti dei più grandi artisti dell'hip hop erano anche al loro picco creativo. AllMusic disse che la golden age «ha assistito alle migliori pubblicazioni di alcuni dei più grandi rapper nella storia del genere... in grande maggioranza con sede a New York City, l'età dell'oro del rap è caratterizzata dalle basi scheletriche, dai campioni presi dall'hard rock o da brani soul e dure offese rap... rime come quelle di Chuck D dei PE, di Big Daddy Kane, di KRS-One, di Rakim e di LL Cool J inventarono fondamentalmente il complesso gioco di parole e il kung-fu lirico dell'hip hop successivo.»
Oltre a testi auto-glorificanti, l'hip hop era anche usato come forma di protesta sociale. Il contenuto lirico dell'epoca spesso ha portato l'attenzione di una varietà di problemi sociali inclusa la vita afroncentrica, l'uso di droga, il crimine e la violenza, la religione, la cultura, lo stato dell'economia americana e il sacrificio dell'uomo moderno. Le tracce di Conscious e political hip hop del tempo sono state una risposta all'effetto del capitalismo americano e della politica economica conservatrice dell'ex presidente degli Stati Uniti Ronald Reagan. Secondo Rose Tricia, «nel rap, le relazioni tra la pratica culturale nera, le condizioni economiche e sociali, la tecnologia, le politiche razziali e sessuali e l'organismo di controllo dei territori popolari sono complesse e in costante movimento.»
C'era spesso anche un'enfasi sul nazionalismo nero. Lo studioso di hip hop Michael Eric Dyson ha dichiarato «durante l'età dell'oro dell'hip hop, dal 1987 al 1993, il nazionalismo nero e l'afrocentrismo nel rap erano evidenti», e il critico Scott Thill descrive quel tempo come «l'età dell'oro dell'hip hop, la fine degli anni ottanta e l'inizio degli anni novanta, quando la forma più abile ha fuso la militanza delle Pantere Nere e i predecessori dei Watts Prophets con l'ampia sperimentazione cultura di De La Soul e degli altri.» La varietà stalistica era altrettanto evidente. MSNBC disse che durante la golden age «i rapper avevano un suono individuale che era dettato dalla loro regione e dalle loro comunità, non da una strategia commerciale» e Village Voice si riferiva alla varietà stilistica dell'epoca con la frase l'«eclettismo dell'età dell'oro.»

## Periodo temporale

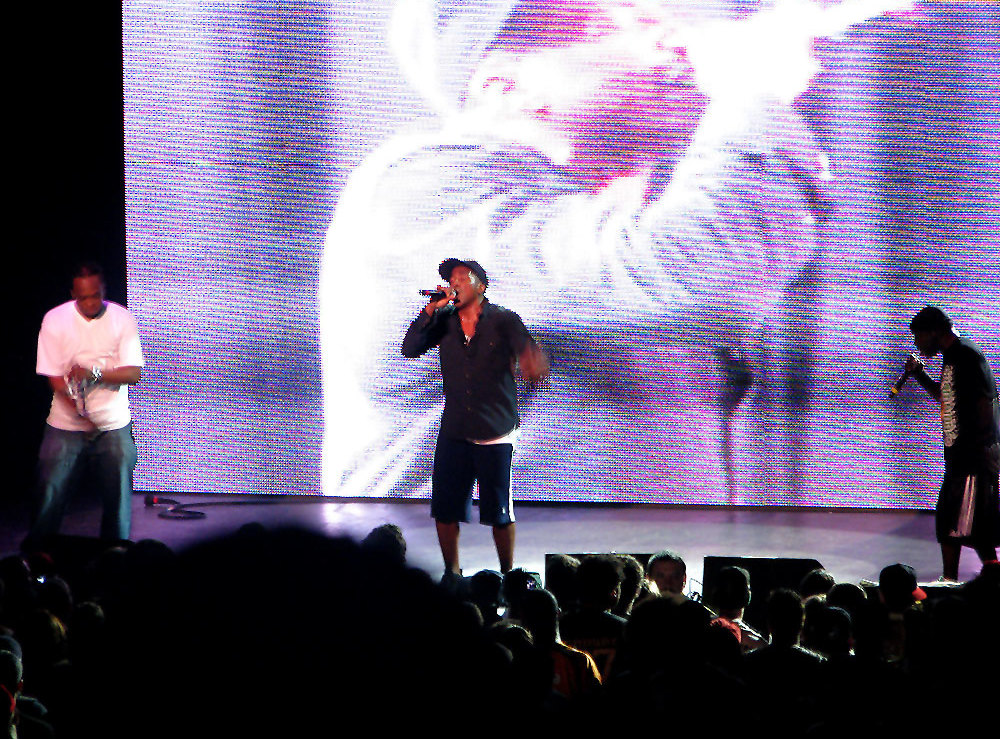
A Tribe Called Quest nel 2009.

Allmusic scrive che «l'età dell'oro dell'hip-hop è inclusa tra la scoperta commerciale dei Run DMC nel 1986 e l'esplosione del gangsta rap con gli N.W.A alla fine degli anni ottanta e Dr. Dre e Snoop Dogg nel 1993.» Tuttavia, il periodo temporale specifico che copre la golden age varia a seconda delle fonti. Il New York Times definisce anche la golden age dell'hip hop come «la fine degli anni ottanta e l'inizio dei novanta». Ed Simmons dei Chemical Brothers disse: «c'era quell'epoca d'oro dell'hip hop nei primi anni novanta quando i Jungle Brothers producevano Straight Out the Jungle e De La Soul pubblicava 3 Feet High and Rising» (nonostante i due album furono pubblicati rispettivamente nel 1988 e nel 1989). Secondo MSNBC, gli anni ottanta sono la golden age della musica hip hop. The Guardian dichiara che «l'età dell'oro dell'hip hop, dal 1986 al 1993, ha dato al mondo un numero incredibile di grandi pubblicazioni», e descrive inoltre il periodo del novembre 1993, quando A Tribe Called Quest e i Wu-Tang Clan hanno pubblicato degli album, come la prossima golden age.
Nel libro Contemporary Youth Culture, l'epoca della golden age è descritta essere inclusa "tra il 1987 e il 1999", venendo dopo "l'epoca della old school: tra il 1979 e il 1985". In Icons of Hip Hop: An Encyclopedia of the Movement, Music, and Culture, l'età dell'oro è riportata dallo studioso Michael Hess attorno al periodo tra il 1986 e il 1994. Il critico musicale Tony Green, nel libro Classic Material, si riferisce al biennio 1993-1994 con il termine «una seconda golden age» che ha visto album influenti e di alta qualità che utilizzavano elementi classici del passato, rendendo chiaro il fatto che erano state prese nuove direzioni. Tra gli altri, spiccarono Enter the Wu-Tang (36 Chambers) dei Wu-Tang Clan, Illmatic di Nas, Buhloone Mindstate di De La Soul, Doggystyle di Snoop Dogg, Midnight Marauders di A Tribe Called Quest e l'esordio degli Outkast con Southernplayalisticadillacmuzik.
Secondo Kembrew Mcleod e Peter DiCola, studiosi di copyright, music e cultura popolare, l'età dell'oro dei campionamenti hip hop si estende dal 1987 al 1992. Gli artisti e le etichette non erano ancora a conoscenza della permanenza della cultura hip-hop nei media mainstream e non la avevano ancora accettata come legittima istituzione. DiCola e Mcleod credono che la sentenza pronunciata nel processo Grand Upright Music, Ltd. contro Warner Bros. Records Inc. abbia segnato la fine della golden age dell'hip hop e delle sue pratiche di campionamento.

### Juice Crew

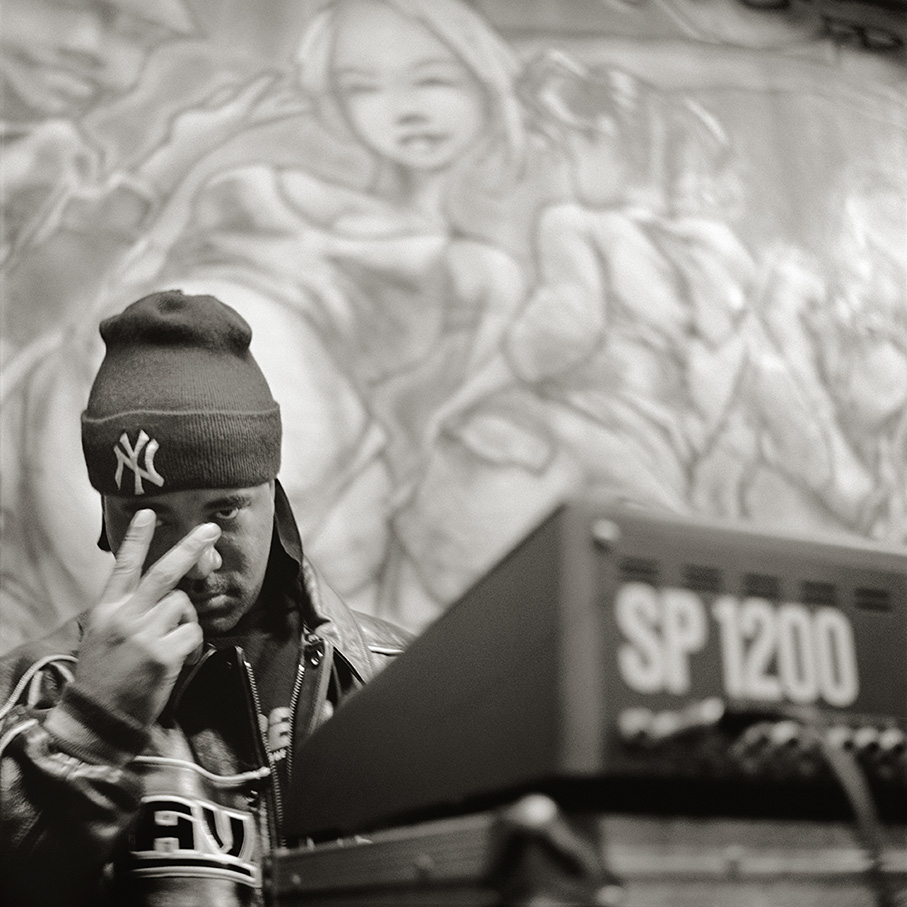
Marley Marl nel 1999 a Nottingham, Inghilterra.

Marley Marl, noto produttore e innovatore hip hop, ha formato il collettivo hip hop Juice Crew. Fonda inoltre la Cold Chillin' Records e mette assieme diversi prodotti di artisti hip hop, inclusi Big Daddy Kane, Kool G Rap & DJ Polo, MC Shan, Masta Ace, Biz Markie e Roxanne Shanté. Il suo collettivo Juice Crew è stato una forza importante nell'inaugurare l'era della golden age dell'hip hop, con tecniche liriche avanzate e una personalità distintiva di artisti emergenti quali Big Daddy Kane e Biz Markie e raggiungendo un successo commerciale crossover per la musica hip hop. La prima produzione di Marley Marl era una "pubblicazione di risposta" a Sucker Mcs nel 1983 intitolata Sucker DJs di Dimples D. Successivamente alla risposta della quattordicenne Roxanne Shanté (Roxanne's Revenge, 1985) al brano degli UTFO titolato Roxanne Roxanne , inizia una enorme ondata di brani di risposta che divengono noti come "guerre di Roxanne". Tra gli altri dissing, i principali sono: Bite This (1985), Queen of Rox (1985), Def Fresh Crew (1986), Payback (1987) ed Have a Nice Day (1987).

### Boogie Down Productions
Have a Nice day di Shanté è un dissing a due dei componenti dalla Boogie Down Productions (BDP), un nuovo gruppo del Bronx già impegnato in una faida con MC Shan. KRS-One ha considerato o Run-D.M.C. come il modello della musica rap nel 1984 e ha iniziato a fare rap seguendo quel modello. Inoltre, disse che l'approccio dei BDP rifletteva la sensazione che i primi innovatori come LL Coll J e Run DMC erano stati corrotti dal successo commerciale ed erano lontani dal contatto con le strade.
Il primo album del gruppo, Criminal Minded del 1987, ha delle influenze reggae e testi di vita di strada con liriche violente. La copertina di Criminal Minded era un ulteriore riflesso di un passo verso questa sorta di immagine radicale, raffigurante il gruppo in penombra mentre tengono delle armi da fuoco. L'album successivo By All Means Necessary del 1988 si lascia questi elementi alle spalle al posto del radicalismo politico in seguito all'omicidio di Scott La Rock, con titolo e immagine che alludono a Malcolm X. Krs-One in seguito diviene un membro del movimento Stop the Violence in questo periodo. I BDP, assieme ai Public Enemy e ai RUN DMC, utilizzano la musica rap per dare un messaggio forte.

### Eric B. and Rakim
Eric B. & Rakim fanno il loro debutto con la Zakia Records nel 1986, label per la quale registrano Eric B. Is President e My Melody, entrambe prodotte da Marley Marl ed entrambe inserite in Paid in Full del 1987. Proprio come avevano fatto i Boogie Down Productions, il duo riflette i cambiamenti nella vita di strada nella loro copertina di Paid in Full, che raffigurava i due indossare grandi catenee d'oro circondati da soldi. Come Criminal Midend, i campionamenti prevalenti nell'album hanno cementato lo status di James Brown come fonte hip hop, mentre le allusioni di Rakim fanno vedere la crescente influenza del ramo islamico della Nation of Gods and Earths nell'hip hop. Dopo l'album d'esordio, il duo pubblica Follow the Leader (1988), Let the Rhythm Hit 'Em (1990) e Don't Sweat the Technique (1992).
Rakim è generalmente considerato come l'MC più innovativo nell'epoca della nuova scuola. Jess Harvell di Pitchfork scrive nel 2005 che «l'innovazione di Rakim stava mettendo una patina di distacco intellettuale alla causa più sacra del rap: dire ca***** su come tu sia un rapper migliore rispetto a tutti gli altri.» Il critico Robert Christgau in Village Voice scrisse nel 1990 che lo stile di Rakim è «calmo, sicuro, chiaro» dicendo anche che «nel loro terzo album, così come in quello d'esordio nel 1986, i campioni di Eric B. sono basi vere, progettate per enfatizzare la musica naturale della voce di un nero idealizzato.» Guardando indietro agli anni ottanta, nel 1997 Ed Moralez per Rolling Stones descrive Rakim come «l'MC della nuova scuola del momento, usando un calmo baritono per diventare solista jazz di un rap mistico afrocentrico.»

### Public Enemy
I Public Enemy, riluttanti a firmare con una etichetta, pubblicano Yo! Bum Rush the Show con la Def Jam nel 1987. L'album è pieno di "battle rhymes", temi sociopolitici e messaggi anti-crack; diviene un successo commerciale e di critica, particolarmente in Europa, caso insolito per un album hip hop in quel periodo. Chuck D dei Public Enemy ha ritenuto che al tempo in cui il loro primo album fu pubblicato, i BDP e Rakim avevano già cambiato il paesaggio per come un MC poteva fare rap. I Public Enemy stavano ancora registrando il loro secondo album It Takes a Nation of Millions to Hold Us Back (1988) quando Bumrush uscì nei negozi.

### Gangsta rap
Il suono underground, incentrato sulla violenza urbana, che stava diventando gangsta rap, esistava nell'East Coast poco dopo che i Run DMC avevano aperto la nuova scuola dell'hip hop. Schoolly D, rapper di Philadelphia, pubblica Gangsta Boogie (autoprodotto nel 1984) e P.S.K. What Does It Mean?/Gucci Time nel 1985, che portano a Saturday Night, album autoprodotto nel 1986 e ripubblicato dalla Jive Records nel 1987. La West Coast, che diventerà la casa del gangsta rap, aveva l'influente mixtape di Toddy Tee Batteram (1985) e Six in the Morning di Ice-T (1986), prima che l'esordio degli N.W.A, Straight Outta Compton, ottenne un enorme successo nel 1988.

### Native Tongues
Gli sviluppi nel continuum della nuova scuola a New York sono rappresentati in questo clima dai Native Tongues Posse - comprendenti A Tribe Called Quest, De La Soul, Monie Love, Queen Latifah e i Jungle Brothers - assieme ad altri gruppi come i Leaders of the New School, i KMD e i Brand Nubian. La loro musica era piena di campionamenti, più aperta e accessibile rispetto ai loro predecessori della nuova scuola. L'esordio di De La Soul campiona tutto da The Turtles a Steely Dan, mentre A Tribe Called Quest abbina basi dure a campioni jazz morbidi e spensierati con rap meditativi.